# Rassler
Die Rassler waren die täglich bis zu sechs Stunden aus dem Pforzheimer Umland in die Stadt pendelnden Goldschmiede. Ihr blechernes Ess- und Handwerksgeschirr, das an ihren Gürteln hing, erzeugte bei jedem Schritt ein rasselndes Geräusch, das ihnen den Namen Rassler eintrug.
Heute nennt sich der VfR Pforzheim „Rassler“ oder „Rasselbande“.

## Denkmal

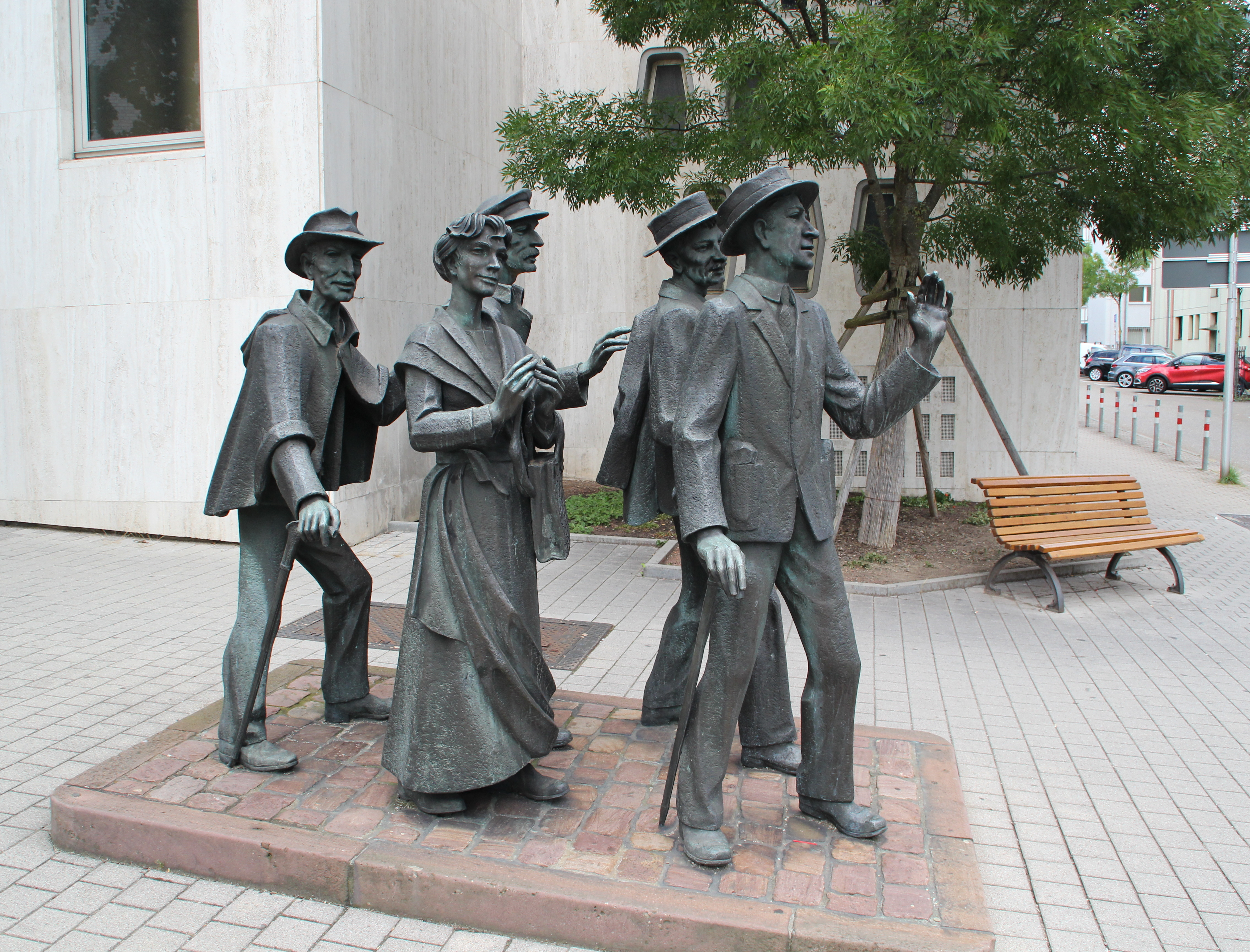
„Rassler“-Denkmal in Pforzheim

Seit November 1982 erinnert ein Denkmal an die Rassler in Pforzheim. Die Figurengruppe gegenüber dem Redaktionsgebäude der Pforzheimer Zeitung wurde von Professor Fritz Theilmann aus Kieselbronn geschaffen und von der Sparkasse Pforzheim zum Andenken an die Bijouteriefabrikation und die vielen Goldschmiedearbeiter, die Anfang bis Mitte des 19. Jahrhunderts in die Stadt pendelten, gestiftet.